# Gare d'Arles-sur-Tech
Ne doit pas être confondu avec Gare d'Arles.
La gare d'Arles-sur-Tech est une gare ferroviaire française, fermée, de la ligne d'Elne à Arles-sur-Tech, située sur le territoire de la commune d'Arles-sur-Tech, dans le département des Pyrénées-Orientales, en région administrative Occitanie.
Elle est mise en service en 1898 par la Compagnie des chemins de fer du Midi et du Canal latéral à la Garonne (Midi) et fermée au service des voyageurs en 1940 par la Société nationale des chemins de fer français (SNCF).

## Situation ferroviaire
La gare d'Arles-sur-Tech est située à l’aboutissement de la ligne d'Elne à Arles-sur-Tech au point kilométrique PK 515,015, après la gare d'Amélie-les-Bains (fermée).
Elle est également l'origine au PK 0.000 de la ligne d'Arles-sur-Tech à Prats-de-Mollo (fermée en 1937), avant la gare de Can Partere (fermée).

## Histoire
La gare d'Arles-sur-Tech est mise en service le 26 juin 1898 par la Compagnie des chemins de fer du Midi et du Canal latéral à la Garonne (Midi), lorsqu'elle ouvre à l'exploitation la dernière section, de ligne d'Elne à Arles-sur-Tech, entre Céret et Arles-sur-Tech.
En 1940, des fortes pluies se sont abattues sur la zone emportant la section entre Arles-sur-Tech et Amélie-les-Bains.
À la suite de l'Aiguat de 1940 qui a emporté le tronçon jusqu'à Arles-sur-Tech, la reconstruction de celui-ci a été évoquée mais l'étendue des dégâts a fait que les travaux n'ont jamais abouti.

## Patrimoine ferroviaire
En septembre 2008, le bâtiment de la gare est toujours présent et reconvertie en gare routière où s'arrêtent les lignes 530, 531 et 532 de liO. Sur l'emplacement des quais et des voies, un parking a été construit afin d'accueillir les bus,.